# Пословна цона Жеје при Коменди
Пословна цона Жеје при Коменди (словен. Poslovna cona Žeje pri Komendi) је насељено место у општини Коменда, Средњесловенска регија, Словенија.

## Историја
До територијалне реорганизације у Словенији био је у саставу старе општине Камник. Као самостално насеље, Пословна цона Жеје при Коменди постоји од 2012. године. Настао је издвајањем дела из насеља Жеје при Коменди.

## Становништво
У попису становништва из 2011. године, Пословна цона Жеје при Коменди није постојала као самостално насеље, па нема података о броју становника. Године 2016 године насеље није имало становника.
| Број становника према пописима |
| ------------------------------ |
| 2011                           |
| –                              |

Напомена: Године 2012. настала издвајањем дела из насеља Жеје при Коменди.